# رطيب (اسم)
رطيب هو اسم علم مذكر من أصل عربي، ومعناه هو رخص ناعم من الغصن والريش ونحوهما.

## وصلات خارجية
- موسوعة السلطان قابوس لأسماء العرب نسخة محفوظة 5 أبريل 2019 على موقع واي باك مشين.